# Hans Tonnesen

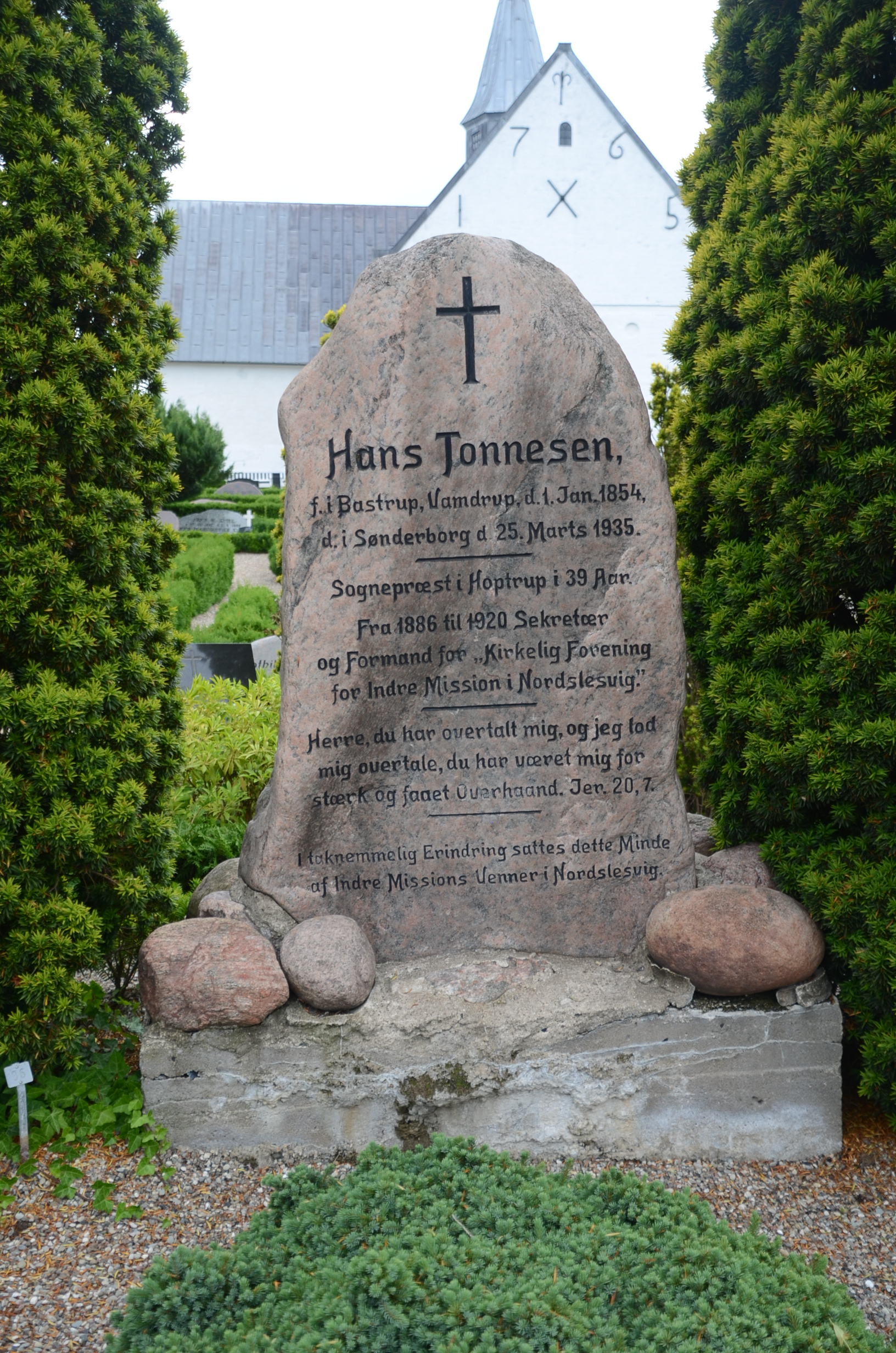

Hans Tonnesen (* 1. Januar 1854 in Bastrup; † 25. März 1935 in Sonderburg) war ein deutscher Pastor.

## Herkunft und Ausbildung
Hans Tonnesen war ein Sohn des Bauern Tonnes Tonnesen (1818–1899) und dessen Ehefrau Kjestine, geborene Hørlyck (* 28. Januar 1823 in Bastrup; 1910 in Hoptrup). Ihr Vater Hans Hørlyck (1780–1851) war ein Bastruper Bauer.
Tonnesens Vater galt als deutschgesinnt und kritisierte nach dem Frieden von Wien den damit verbundenen neuen Grenzverlauf und die daraus resultierende Abtretung von acht Kirchspielen vom Herzogtum Schleswig, die dem Königreich Dänemark angegliedert wurden. Im Frühjahr 1865 gab er daher seinen Hof, der sich in einem der betroffenen Kirchspiele befand, an seinen dänisch gesinnten Bruder ab. Er erhielt im Tausch dessen Hof im schleswigschen Rödding, wohin Tonnesen 1865 zog. Er lebte in einem heimdeutschen Haushalt, in dem Plattdänisch gesprochen wurde. Seine Eltern lebten im Sinne der pietistischen Herrnhuter Brüdergemeine in Christiansfeld.
In Rödding lernte Tonnesen den Pastor Hans Sveistrup kennen und erhielt in der ersten dänischen BettBibelstunden. Somit beschäftigte er sich erstmals mit dem Christentum im Sinne Nikolai Frederik Severin Grundtvigs. Von 1868 bis 1874 besuchte er das Johanneum von Hadersleben, dessen Rektor Peter Hinrich Jessen ihn zu einem Theologiestudium ermutigte. Tonnesen studierte an den Universitäten in Leipzig und Erlangen und legte 1878 in Kiel die Examensprüfung ab. Während des Studiums beeinflusste sein Lehrer Franz Hermann Reinhold Frank Tonnesens theologische Ausrichtung nachhaltig. Er galt als konservativer Lutheraner, der vom Pietismus und Grundtvig geprägt war. Er selbst sagte, dass er sich Grundtvig lange Zeit nicht vollständig habe anschließen wollen, da er subjektive, individualistische Aspekte der religiösen Überlegungen Søren Kierkegaards, die er bereits früh studiert hatte, teilte.

## Erste Stellen als Pastor
1879 lernte Tonnesen am Predigerseminar in Hadersleben. Im Folgejahr absolvierte er in Apenrade einen einjährigen Militärdienst. Während dieser Zeit lernte er den Diaconus Theodor Kaftan näher kennen. 1880 übernahm er dessen Stelle im Kirchendienst und fand schnell eine treue Gemeinde, die aus Deutschen und Dänen bestand. Ab 1883 gab er, anfangs im Abstand von zwei Wochen, das Erbauungsblatt „Sædekornet“ (Das Saatkorn) heraus. 1895 stellte er es auf einen wöchentlichen Rhythmus um. Er redigierte das Blatt, das binnen kurzer Zeit Leser in ganz Nordschleswig fand, bis zum Jahr 1920 selbst.
Im November 1886 rief Tonnesen mit vier weiteren Pastoren und zwei Laien den „Kirchlichen Verein für Indre Mission in Nordschleswig“ (Kirkelig Forening for Indre Mission i Nordslesvig) ins Leben. Der Verein sollte die Grundlage für eine wie in Dänemark von Laienpredigern übernommene Erweckungsbewegung schaffen. Tonnesen übernahm anfangs die Aufgaben des Schriftführers und 1907 deren Vorsitz. Sein „Sædekorn“ diente als Vereinsorgan und ging 1911 an den Verein. Tonnesen war die treibende Persönlichkeit bei den Aktivitäten des Vereins und achtete streng auf dessen rein lutherische Lehre. Als maßgeblichen Ratgeber in theologischen Fragen wählte er Emil Wacker.
Die Tatsache, dass Tönnesens Vereinsarbeit mit Hilfe von Laienpredigern erfolgte, sorgte bis ungefähr 1900 regelmäßig für Konflikte mit Pastoren. Hinzu kam, dass Kaftan in seiner neuen Position als Generalsuperintendent die Vereinsarbeit nur akzeptierte, solange die Pastore der Kirchspiele einverstanden waren. Die Indre Mission bezog zunächst keine politischen Positionen und wollte sich nur mit dem Seelenheil der Gläubigen beschäftigen. Die preußischen Regierenden brachte der Vereinsarbeit daher Wohlwollen entgegen; die dänische Öffentlichkeit sah in dem Verein hingegen eine Schwächung ihrer nationalen Einheit. Tönnesens Verein etablierte sich erfolgreich in ganz Schleswig und machte ihn zu einer bekannten und beliebten Person.

## Politische Konflikte
Tonnesen arbeitete ab ungefähr 1905 mit Pastoren einer jüngeren Generation wie seinem eigenen Sohn Johannes Tonnesen zusammen. Dies führte dazu, dass er auch Inhalte einer moderneren Theologie aufgriff und beispielsweise auf die Verbalinspiration verzichtete. Gleichzeitig hielt er die Ideen Grundtvigs über das Zusammenwirken von Volk und Religion für zunehmend wichtig. Wilhelm Beck, der die dänische Indre Mission leitete und Tonnesen bei seiner Gründung in Nordschleswig inspiriert hatte, entwickelte sich nun zu Tonnesens Vorbild. Er erachtete es als Becks wichtigste Leistung, dass er die subjektiven Aspekte Kierkegaards mit den sozialethischen Gedanken Grundtvigs vereint habe und sie in der täglichen Arbeit der Erweckungsbewegung umsetzen könne. Daher seien in der dänischen Kirche Christentum, Volksleben, Kultur- und Nationalgefühl untrennbar vereint.
Tonnesen setzte sich nun dafür ein, das Volkstum der dänischen Nordschleswiger zu bewahren und stärken. 1909 stellte die Zeitung Die Christliche Welt das dänenfeindliche Vorgehen der preußischen Regierung in Nordschleswig in den Mittelpunkt öffentlich aggressiv ausgetragener Diskussionen.
Im Jahr 1914 wurden im preußischen Landtag wiederholt Beschwerden über Tonnesen, nordschleswigsche Pastoren und Kaftan diskutiert, die sich den Dänischgesinnten nicht ausreichend entgegengestellt hätten. Tonnesen erhielt ein Redeverbot in Versammlungshäusern und zog am Sonntagvormittag sehr gut besuchte dänischsprachige Gottesdienste schlecht besuchten deutschsprachigen Messen vor. Aus diesem Grund nahm das Kieler Konsistorium im Frühjahr 1914 ein Disziplinarverfahren gegen Tonnesen auf. Ein weiterer Grund hierfür war vermutlich auch eine von ihm ausgesprochene Einladung zu einer Versammlung in der Hoptruper Kirche. Bei dieser Zusammenkunft lehnten die Teilnehmer den Wunsch von Deutschgesinnten ab, vor der Kirche ein Denkmal zu bauen, das an die Schlachten bei Hoptrup aus den Jahren 1848–1850 und 1864 erinnern sollte. Die Gemeindemitglieder widersprachen dem Ansinnen aus Sorge um den Kirchenfrieden. Das Verfahren endete nach dem Ausbruch des Ersten Weltkriegs.
Die nationalen Konflikte in der Region spitzten sich während des Krieges derart zu, dass Tonnesen nicht mehr vermitteln konnte. Die dänischgesinnten Mitglieder der Indre Mission sahen in ihm einen Heimdeutschen und somit Gegner. Er wurde zunehmend an den Rand gedrängt und konzentrierte sich während dieser Zeit auf Druckschriften und Rundbriefe für nordschleswigsche Soldaten.

## Nach dem Ersten Weltkrieg
1918/19 arbeitete Tonnesen in einem vom nordschleswigschen Wählerverein eingesetzten Kirchenausschuss, der sich mit Problemen beschäftigen sollte, die der Zusammenschluss der Kirchen Nordschleswigs und Dänemarks auslösen könne. Er beteiligte sich, wenn auch nicht in bedeutender Rolle, auch in einem entsprechenden Ausschuss des Folketing, der unter dem Titel „Det kirkelige Udvalg“ die gesetzlichen Rahmenbedingungen vorbereitete.
Mit der Abtretung Nordschleswigs an Dänemark 1920 ging die nordschleswigsche Indre Mission in der dänischen Organisation auf. Tonnesen wurde dabei so gut wie nicht einbezogen. Die Gemeinde von Hoptrup bestätigte ihn im Pastorenamt, das er bis zur Emeritierung 1927 ausübte. Anschließend verbrachte er einige Jahre bei seinem Sohn Johannes in Rendsburg. 1932 zog er nach Sonderburg, wo er völlig zurückgezogen lebte und verstarb.

## Familie
Am 1. Dezember 1880 heiratete Tonnesen in Apenrade Meta Christine Burmeister (* 16. Dezember 1860 in Hadersleben; † 1. Januar 1903 in Hoptrup). Sie war eine Tochter des Bäckermeisters Hans Jacob Burmeister (1794–1866) und dessen zweiter Ehefrau Berta Maria Julius (1824–1903).
Das Ehepaar Tonnesen hatte fünf Kinder.
Porträtfotos besitzt die Königliche Bibliothek in Kopenhagen.